# Regional Preferente de Navarra 1980-81
La temporada 1980-81 de Regional Preferente de Navarra era el quinto nivel de las Ligas de fútbol de España para los clubes de Navarra y La Rioja, por debajo de la Tercera División de España.

## Sistema de competición
Los 20 equipos en un único grupo, que se enfrentan a doble vuelta, una vez en casa y otra en el campo del equipo rival, todos contra todos.
El primer clasificado asciende directamente a la Tercera División. El segundo clasificado juega una eliminatoria a ida y vuelta contra el segundo clasificado de la Regional Preferente de Aragón. El ganador de esta eliminatoria también consigue el ascenso.
Los puestos de descenso directo son variables, dependiendo de los ascensos a Tercera División y los descensos desde esta categoría de equipos riojanos y navarros. Se deben compensar con los tres ascensos directos desde Primera Regional de los campeones de cada grupo. Además hay una promoción de permanencia-ascenso entre los tres equipos clasificados justo por encima de los descendidos directamente y los segundos clasificados de cada grupo de Primera Regional.

## Clasificación[1]
| Pos. | Equipo                  | Pts. | PJ | G  | E  | P  | GF  | GC | Dif. |                                |
| ---- | ----------------------- | ---- | -- | -- | -- | -- | --- | -- | ---- | ------------------------------ |
| 1    | C. D. Alfaro (C, A)     | 56   | 38 | 24 | 8  | 6  | 72  | 42 | +30  | Ascenso a Tercera              |
| 2    | S. D. Alsasua           | 56   | 38 | 23 | 10 | 5  | 107 | 45 | +62  | Promoción de ascenso a Tercera |
| 3    | C. Atlético Cirbonero   | 52   | 38 | 23 | 6  | 9  | 83  | 51 | +32  |                                |
| 4    | C. D. Oberena           | 50   | 38 | 20 | 10 | 8  | 75  | 41 | +34  |                                |
| 5    | C. D. Izarra            | 44   | 38 | 17 | 10 | 11 | 56  | 40 | +16  |                                |
| 6    | Murchante F. C.         | 44   | 38 | 16 | 12 | 10 | 61  | 45 | +16  |                                |
| 7    | A. D. Noáin             | 41   | 38 | 13 | 15 | 10 | 66  | 48 | +18  |                                |
| 8    | C. D. Baztán            | 38   | 38 | 16 | 6  | 16 | 81  | 73 | +8   |                                |
| 9    | C. D. Lodosa            | 38   | 38 | 14 | 10 | 14 | 66  | 66 | 0    |                                |
| 10   | C. D. Azkoyen           | 36   | 38 | 11 | 14 | 13 | 52  | 58 | −6   |                                |
| 11   | C. D. Tudelano Promesas | 35   | 38 | 13 | 9  | 16 | 45  | 43 | +2   |                                |
| 12   | C. D. Iruña             | 35   | 38 | 9  | 17 | 12 | 47  | 46 | +1   |                                |
| 13   | Náxara C. D.            | 34   | 38 | 13 | 8  | 17 | 57  | 66 | −9   |                                |
| 14   | C. F. Beti Casedano     | 33   | 38 | 12 | 9  | 17 | 63  | 79 | −16  |                                |
| 15   | C. D. Zarramonza        | 32   | 38 | 13 | 6  | 19 | 68  | 76 | −8   |                                |
| 16   | C. D. Peña Azagresa     | 32   | 38 | 10 | 12 | 16 | 48  | 71 | −23  | Promoción de permanencia       |
| 17   | C. D. Erriberri         | 31   | 38 | 8  | 15 | 15 | 51  | 87 | −36  | Promoción de permanencia       |
| 18   | C. D. River Ega         | 30   | 38 | 11 | 8  | 19 | 50  | 85 | −35  | Promoción de permanencia       |
| 19   | C. D. Aluvión           | 27   | 38 | 12 | 3  | 23 | 50  | 84 | −34  | Descenso a Primera Regional    |
| 20   | C. D. Ence              | 16   | 38 | 3  | 10 | 25 | 29  | 81 | −52  | Descenso a Primera Regional    |

 Fuente: Fútbol Regional

## Promoción de ascenso
| Equipo 1      | Agr. | Equipo 2        | Ida | Vuelta |
| ------------- | ---- | --------------- | --- | ------ |
| S. D. Alsasua | 3-2  | U. D. Barbastro | 2-1 | 1-1    |

| Ida; 31 de mayo de 1981 | S. D. Alsasua | 2-1 | U. D. Barbastro |  |  |

| Vuelta; 7 de junio de 1981 | U. D. Barbastro | 1-1 (Global 2-3) | S. D. Alsasua |  |  |

| Asciende el S. D. Alsasua |

## Promoción de permanencia
| Equipo 1            | Agr. | Equipo 2         | Ida | Vuelta |
| ------------------- | ---- | ---------------- | --- | ------ |
| C. D. Peña Azagresa | 6-3  | C. A. River Ebro | 3-2 | 3-1    |
| C. D. Erriberri     | 2-1  | C. D. Larrate    | 1-0 | 1-1    |
| C. D. River Ega     | 3-4  | C. D. Ondalán    | 2-1 | 1-3    |

| Ida; 14 de junio de 1981 | C. D. Peña Azagresa | 3-2 | C. A. River Ebro |  |  |

| Vuelta; 21 de junio de 1981 | C. A. River Ebro | 1-3 (Global 3-6) | C. D. Peña Azagresa |  |  |

| Ida; 14 de junio de 1981 | C. D. Erriberri | 1-0 | C. D. Larrate |  |  |

| Vuelta; 21 de junio de 1981 | C. D. Larrate | 1-1 (Global 1-2) | C. D. Erriberri |  |  |

| Ida; 14 de junio de 1981 | C. D. River Ega | 2-1 | C. D. Ondalán |  |  |

| Vuelta; 21 de junio de 1981 | C. D. Ondalán | 3-1 (Global 4-3) | C. D. River Ega |  |  |

| Asciende a Regional Preferente    | Desciende a Primera Regional   |
| C. D. Ondalán                     | C. D. River Ega                |
|                                   |                                |
| Permanecen en Regional Preferente | Permanecen en Primera Regional |
| C. D. Erriberri                   | C. D. Larrate                  |
| C. D. Peña Azagresa               | C. A. River Ebro               |